# クリスティアン・ダリオ・アルバレス
クリスティアン・ダリオ・アルバレス（Cristian Darío Álvarez, 1985年11月25日 - ）は、アルゼンチン・ロサリオ出身の元サッカー選手。現役時代のポジションはGK。

## 経歴
2006年2月23日、コパ・リベルタドーレスのセロ・ポルテーニョ戦でデビュー。そこでの活躍が認められ、2008年にスペインのRCDエスパニョールに移籍した。移籍当初はカメルーン代表のイドリス・カルロス・カメニの陰に隠れなかなか出場機会に恵まれず年間数試合程度の出場しかできなかったが、2011年夏にカメニが去就騒動で首脳陣との確執が表面化。カメニは構想外となり2011-12シーズンからは晴れてレギュラーを勝ち取り、またイバン・デ・ラ・ペーニャの引退によって同時に新主将にも就任した。さらにカメニが2012年になってマラガCFに移籍したことによりその座は不動のものであると思われたが、1月15日のFCバルセロナとのバルセロナダービーにおいて左脹脛の肉離れで負傷退場してしまった。それでも自己最多の23試合に出場し、新シーズンは晴れて背番号1をつけることになった。
2013年7月7日、CAサン・ロレンソ・デ・アルマグロと3年契約を結び母国に復帰した。2015-16シーズン限りで同クラブを退団し、翌シーズンは個人的な理由によりピッチを離れた。
2017年8月3日、セグンダ・ディビシオンのレアル・サラゴサと延長オプション付きの1年契約を交わした。
2025年2月3日、現役引退を表明した。

## タイトル
サン・ロレンソ
- プリメーラ・ディビシオン : 2013イニシアル
- コパ・リベルタドーレス : 2014